# Super Bowl LII
Match précédent Match suivant
Le Super Bowl LII est un match de football américain constituant la finale de la saison 2017 de la NFL. Il s'agit de la 52e édition du Super Bowl.
Il a lieu le 4 février 2018 à l'U.S. Bank Stadium de Minneapolis, au stade des Vikings du Minnesota et oppose les Patriots de la Nouvelle-Angleterre, vainqueurs de l'AFC, aux Eagles de Philadelphie, vainqueurs de la NFC.
Il s'agit du second Super Bowl organisé à Minneapolis après celui de 1992 et est également le 6e à être organisé dans une ville au climat froid, Minneapolis étant la ville située le plus au nord à avoir hébergé l'événement.
Le Super Bowl LII est remporté par les Eagles sur le score de 41 à 33. C'est le premier Super Bowl remporté par la franchise de Philadelphie après deux défaites lors du Super Bowl XV (contre les Raiders) et lors du Super Bowl XXXIX (contre les Patriots).

## Préparation de l'événement

### Désignation de la ville hôte
Le 8 octobre 2013, la NFL annonce que trois sites ont été sélectionnés pour accueillir le Super Bowl LII,,.
- L' U.S. Bank Stadium de Minneapolis dans le Minnesota. Minneapolis avait accueilli en 1992 le Super Bowl XXVI au Hubert H. Humphrey Metrodome. C'est sur l'emplacement de ce stade (détruit après la fin de saison 2013 des Vikings du Minnesota) qu'a été érigé l'U.S. Bank Stadium.
- Le Lucas Oil Stadium d'Indianapolis en Indiana qui avait accueilli le Super Bowl XLVI en 2012[11].
- Le Mercedes-Benz Superdome de La Nouvelle-Orléans en Louisiane, stade ayant accueilli à sept reprises le Super Bowl (le dernier étant le Super Bowl XLVII en 2013). La ville l'avait déjà accueilli à dix reprises[12],[13]. La Nouvelle-Orléans célèbre en 2018 son 300e anniversaire[14].

Le 20 mai 2014, Minneapolis est désigné pour accueillir le match lors de la réunion des propriétaires de la Ligue à Atlanta.

### Stade

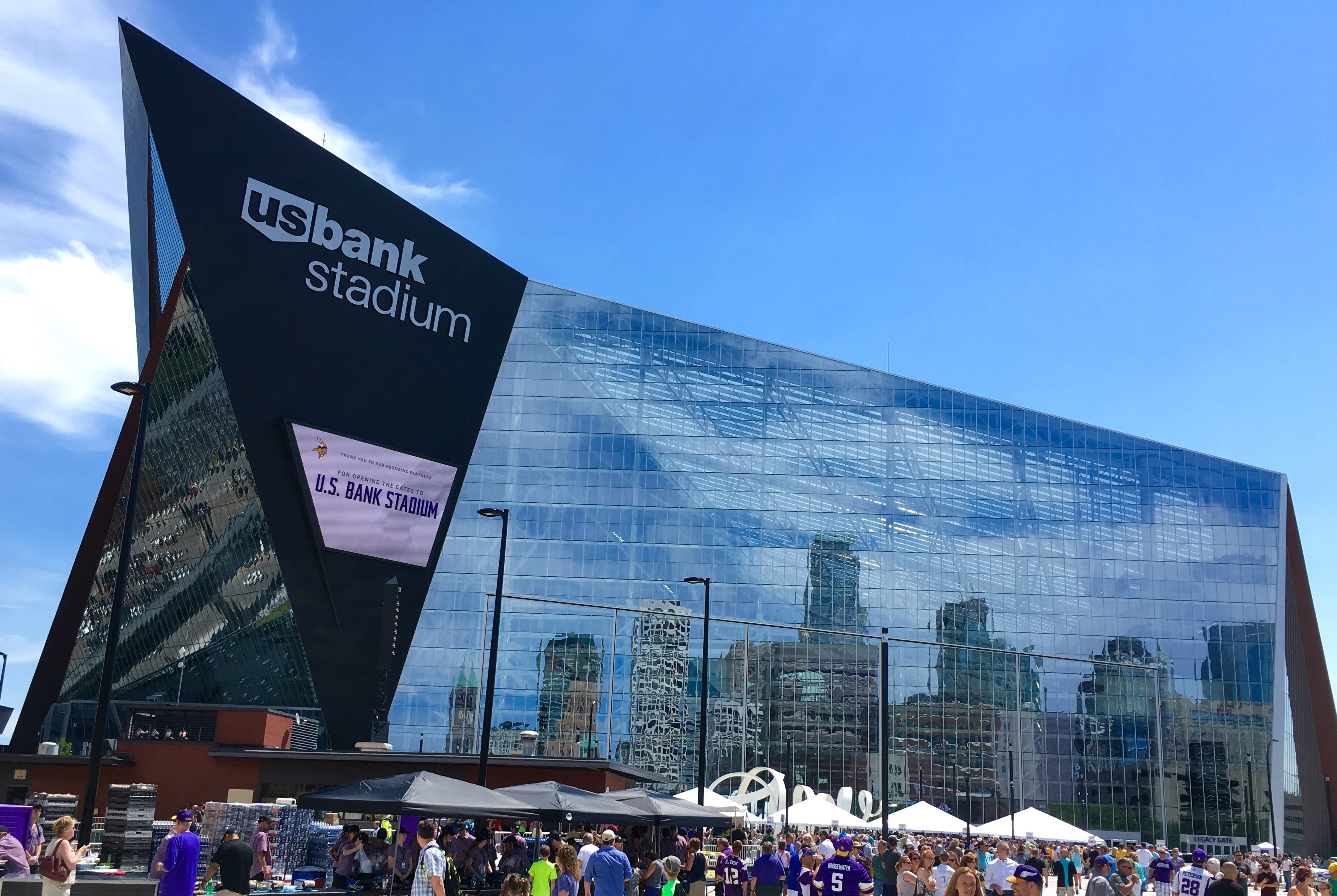
Vue de l' U.S. Bank Stadium de Minneapolis.

L' U.S. Bank Stadium (surnommé The Ship) est un stade couvert de football américain de 66 655 places (extensible à 73 000 pour le soccer, les concerts et certains événements comme le Super Bowl), est propriété de la franchise NFL des Vikings du Minnesota. La franchise jouait précédemment au Hubert H. Humphrey Metrodome sur le site duquel fut reconstruit l' U.S. Bank Stadium. L'inauguration officielle a lieu le 3 août 2016. Le premier match des Vikings du Minnesota dans ce stade a eu lieu le 19 septembre 2016.

### Arbitrage
Le Super Bowl LII est dirigé par huit officiels. Les nombres entre parenthèses indiquent les numéros de leurs uniformes :
- Arbitre principal : Gene Steratore (114)
- Juge de mêlée : Roy Ellison (81)
- Juge de chaîne : Jerry Bergman (91)
- Juge de ligne : Byron Boston (18)
- Juge de champ : Tom Hill (97)
- Juge de côté : Scott Edwards (3)
- Juge de champ arrière : Perry Paganelli (46)
- Arbitre vidéo : Paul Weidner

### Présentation de la rencontre
Le Super Bowl LII est une revanche du Super Bowl XXXIX remporté par les Patriots 24 à 21. Des deux rosters actuels, seuls Tom Brady (quarterback des Patriots) et Bill Belichick (entraîneur principal des Patriots) avaient participé au match de 2005.
Tenant du titre, les Patriots deviennent la première équipe à participer à deux Super Bowl consécutifs depuis les Seahawks de Seattle (Super Bowl XLVIII et Super Bowl XLIX). S'ils gagnent, les Patriots seront la seconde franchise (avec les Steelers de Pitsburgh) à obtenir, pour la seconde fois, deux victoires consécutives au Super Bowl. Ils ont effectivement remporté auparavant les Super Bowl XXXVIII et Super Bowl XXXIX.
Deux joueurs des Eagles, le RB LeGarrette Blount et l'homme de ligne défensif Chris Long, faisaient partie du roster des Patriots ayant remporté le Super Bowl LI.
C'est la chanteuse Pink qui interprète l'hymne national des États-Unis (The Star-Spangled Banner) et Leslie Odom Jr. chante l'hymne America the Beautiful avant le début du match.
Le spectacle de la mi-temps du Super Bowl est assuré par le chanteur Justin Timberlake, lequel avait déjà participé à deux autres Super Bowl, en 2001 (Super Bowl XXXV) comme membre des NSYNC et en 2004 (Super Bowl XXXVIII) en compagnie de Janet Jackson,.

### Choix des maillots
Les Patriots sont considérés comme jouant à domicile selon une rotation établie entre l'AFC et la NFC, l'AFC jouant à domicile les années paires et la NFC les années impaires.
La franchise de New England a cependant choisi de porter leurs maillots utilisés en déplacement soit les maillots blancs avec pantalons bleu marine. Cette décision a permis aux Eagles de porter leur maillot utilisé lorsqu'ils jouent à domicile, soit les maillots vert nuit avec les pantalons blancs.
Douze des treize derniers Super Bowls ont été remportés par des équipes portant des maillots blancs. Les Packers de Green Bay sont la dernière équipe à avoir remporté le Super Bowl après avoir porté leurs maillots utilisés à domicile (maillots verts et pantalons jaunes - lors du Super Bowl XLV).

## Équipes

### Patriots de la Nouvelle-Angleterre

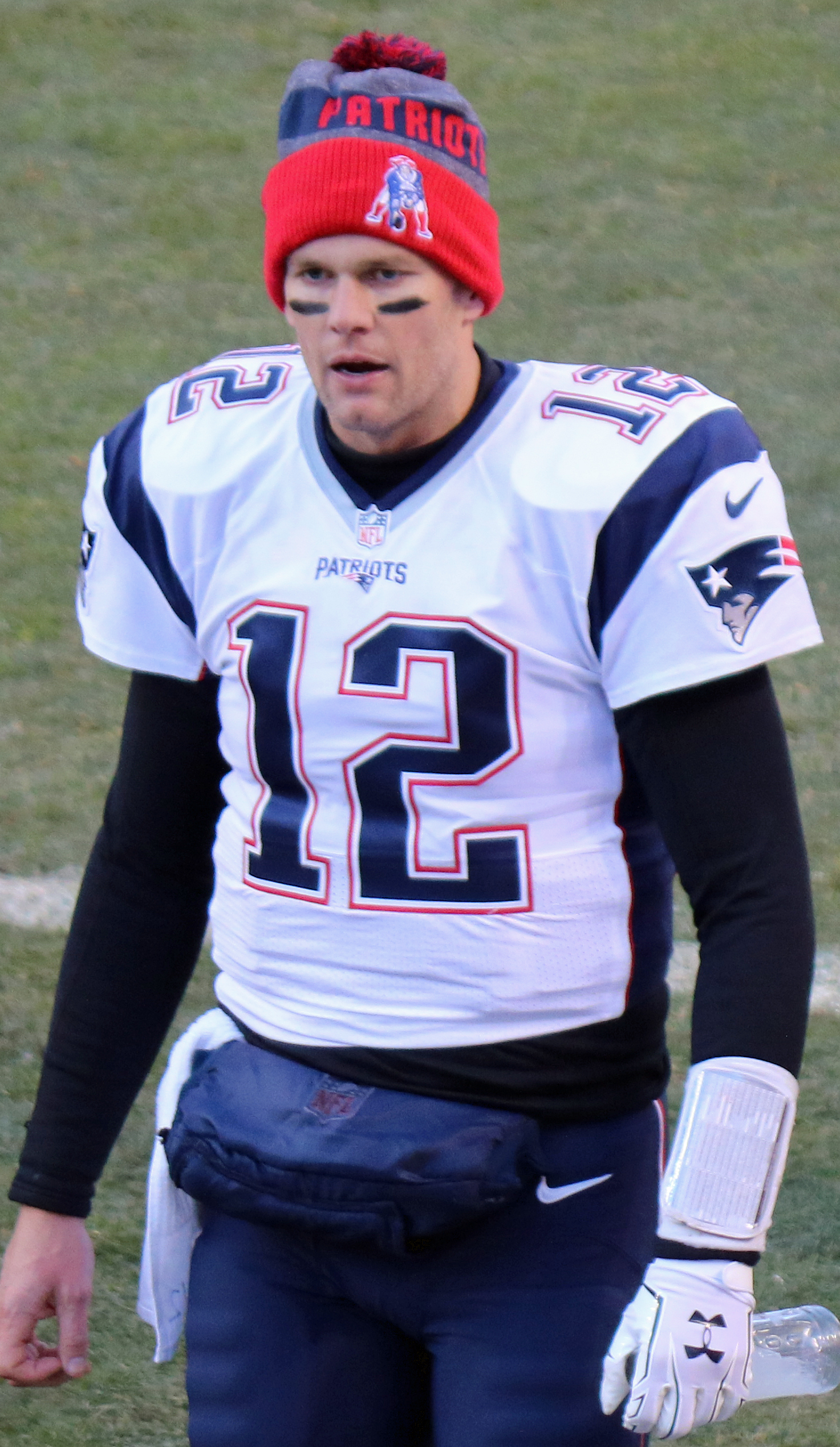
Tom Brady en 2016.

#### La saison régulière
Les Patriots débutent la saison régulière 2017 comme champions en titre à la suite de leur victoire au Super Bowl LI. Pour la seizième fois en dix-huit années, sous les ordres de leur entraîneur principal de 65 ans Bill Belichick, ils terminent la saison avec un bilan de victoires à deux chiffres. Ils finissent avec 13 victoires pour seulement 3 défaites tout comme les franchises de Philadelphie, Minnesota et Pittsburgh. Ces équipes sont départagées en fonction des règles en vigueur au sein de la NFL en cas d'égalité. C'est ainsi que les Patriots terminent premier de l'AFC et peuvent ainsi jouer leurs matchs de playoffs à domicile.
Le début de saison n'est pas très bon au niveau de la défense puisque après quatre matchs (2 victoires pour autant de défaites), celle-ci est classée dernière de la ligue. Il faut également ajouter que l'équipe est privée pour toute la saison du WR Julian Edelman lequel s'est gravement blessé en présaison.
La défense va cependant s'améliorer puisque l'équipe ne perdra plus qu'un seul match. La défense termine classée top-5 dans beaucoup de statistiques de fin de saison. Cette seule défaite survient en 14e semaine chez les Dolphins de Miami (un rival de division) mais en l'absence du TE Rob Gronkowski lequel était suspendu pour un match à la suite d'une faute méchante et non nécessaire en 13e semaine. La défense des Patriots a été améliorée par la signature de plusieurs joueurs libre en fin de saison en outre avec :
- Eric Lee (en), un DE venant des Bills de Buffalo signé en 12e semaine (bilan avec les Patriots en 6 matchs de 3½ sacks, 1 safety, et 1 interception[30]) ;
- James Harrison, un joueur All-Pro des Steelers de Pittsburgh, signé après la Noël (bilan avec les Patriots de 2 sacks[31]).

Au terme de la saison régulière, l'attaque de New England se classe première de la ligue avec un total de 6 307 yards gagnés et deuxième en nombre de points inscrits (458). Le QB quadragénaire Tom Brady termine sa 18e saison avec la première place de la ligue au nombre de yards gagnés à la passe (4577) inscrivant 32 TDs pour seulement 8 interceptions. Cela lui permet d'être sélectionné pour la 13e fois au Pro Bowl et de remporter pour la 3e fois le titre MVP de la saison. Il fut aidé dans sa tache grâce au WR Brandin Cooks acquis pour suppléer à l'absence pour blessure d'Edelman. Cooks réceptionnera 65 passes pour un gain global de 1 082 yards inscrivant 7 TDs. Le retour en forme de Rob Gronkowski (il n'avait joué que 8 matchs la saison passée) est également à souligner (69 réceptions pour un gain global de 1 084 yards et 8 TDs) ainsi que la bonne saison du WR Danny Amendola (61 réceptions pour 659 yards et 240 yards gagné en retour de punt).
Après la perte de leur meilleur RB (LeGarrette Blount) lors de la free agency, c'est RB Dion Lewis qui devient le titulaire à ce poste, gagnant, pour l'ensemble des 8 matchs qu'il aura disputé, 896 yards tout en inscrivant 6 TDs. Il réceptionne également 32 passes pour un gain de 214 yards en inscrivant 2 TDs mais gagne également 570 yards et 1 TD sur retour de kickoffs.
D'autre part, le RB Rex Burkhead compilera 518 yards, 30 réceptions, et 8 TDs.
En situation de passe, l'équipe se reposera grandement sur le RB James White, lequel réceptionne 56 passes pour 429 yards et gagnant en plus à la course 171 yards. Ces coureurs auront été aidés par les blocs du FB James Develin lequel sera sélectionné pour la première fois au Pro Bowl.
En équipes spéciales, le K Stephen Gostkowski se classe 2e de la NFL avec 156 points gagnés et 4e en conversion de FG (37 inscrits). Le vétéran Matthew Slater sera sélectionné pour la 7e fois consécutive pour le Pro Bowl.
La défense des Patriots ne sera classée que 29e au nombre de yards concédés (5856) mais est classée 5e au plus petit nombre de points accordés (296). Le DE Trey Flowers mène son équipe avec 6½ sacks et 2 fumbles forcés. Le LB Kyle Van Noy a compilé 73 tacles et 5½ sacks.
Les Patriots possèdent également une superbe secondary conduite par
- C Malcolm Butler (2 interceptions, 3 fumbles forcés) ;
- C Stephon Gilmore (2 interceptions, 47 tacles en solo) ;
- S Devin McCourty (97 tacles, 1 interception, 1 fumble recouvert) ;
- S Patrick Chung (84 tacles, 1 interception, 2 fumbles recouverts) ;
- S Duron Harmon (4 interceptions).

#### Les playoffs
En playoffs, grâce à leur statut de première équipe de l'AFC, les Patriots sont exemptés du tour de Wild card et bénéficient de l'avantage du terrain.
Lors du tour de division, ils battent les Titans du Tennessee 35 à 14, Brady lançant pour 337 yards et inscrivant 3 TDs à la passe. Lors de ce match, la défense réussit 8 sacks sur QB Marcus Mariota et limite les Titans à 65 yards à la course.
En finale de conférence AFC, ils battent les Jaguars de Jacksonville 24 à 20. Les Patriots effectuent une belle remontée puisque les Jaguars se détachent rapidement pour mener 14 à 3, neutralisant Brady et toute son attaque pendant quasi toute la première mi-temps. Menés 20 à 10 dans le 4e quart temps, Tom Brady n'a besoin que de deux drive pour parvenir à trouver à deux reprises Danny Amendola dans la zone d'en-but. Le cornerback Stephon Gilmore réussit le jeu défensif (un bloc acrobatique sur une passe du QB Blake Bortles) et met ainsi fin aux chances des Jaguars d'encore marquer. Au cours de ce match, TE Rob Gronkowski se blesse (commotion) mettant en péril sa participation au Super Bowl LII.
Sur l'ensemble des deux matchs de playoffs, Amendola aura été la cible favorite de son QB réceptionnant 196 yards.

#### Historique en Super Bowl
| Édition            | Date             | Lieu                                     | Adversaire              | G/P | Score   | Quarterback(s)          | Entraîneur     |
| ------------------ | ---------------- | ---------------------------------------- | ----------------------- | --- | ------- | ----------------------- | -------------- |
| Super Bowl XX      | 26 janvier 1986  | Louisiana Superdome, La Nouvelle-Orléans | Bears de Chicago        | P   | 10 - 46 | Steve Grogan/Tony Eason | Raymond Berry  |
| Super Bowl XXXI    | 26 janvier 1997  | Louisiana Superdome, La Nouvelle-Orléans | Packers de Green Bay    | P   | 21 - 35 | Drew Bledsoe            | Bill Parcells  |
| Super Bowl XXXVI   | 3 février 2002   | Louisiana Superdome, La Nouvelle-Orléans | Rams de Saint-Louis     | G   | 20 - 17 | Tom Brady               | Bill Belichick |
| Super Bowl XXXVIII | 1er février 2004 | Reliant Stadium, Houston                 | Panthers de la Caroline | G   | 32 - 29 | Tom Brady               | Bill Belichick |
| Super Bowl XXXIX   | 6 février 2005   | Alltel Stadium, Jacksonville             | Eagles de Philadelphie  | G   | 24 - 21 | Tom Brady               | Bill Belichick |
| Super Bowl XLII    | 3 février 2008   | University of Phoenix Stadium, Phoenix   | Giants de New York      | P   | 14 - 17 | Tom Brady               | Bill Belichick |
| Super Bowl XLVI    | 5 février 2012   | Lucas Oil Stadium, Indianapolis          | Giants de New York      | P   | 17 - 21 | Tom Brady               | Bill Belichick |
| Super Bowl XLIX    | 1er février 2015 | University of Phoenix Stadium, Phoenix   | Seahawks de Seattle     | G   | 28 - 24 | Tom Brady               | Bill Belichick |
| Super Bowl LI      | 5 février 2017   | NRG Stadium, Houston                     | Falcons d'Atlanta       | G   | 34 - 28 | Tom Brady               | Bill Belichick |

### Eagles de Philadelphie

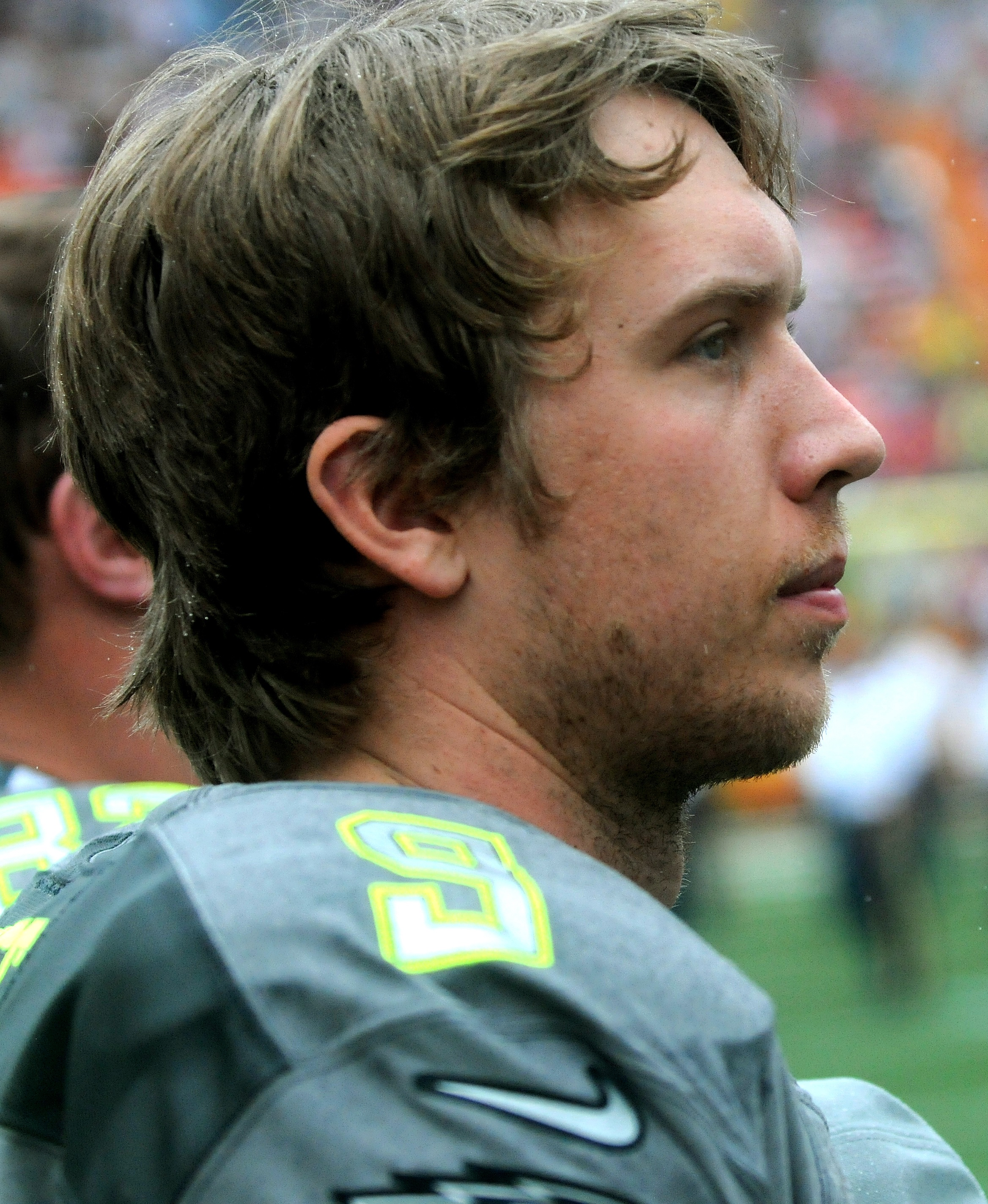
Nick Foles en 2014.

#### La saison régulière
Les Eagles, dirigés pour la seconde année par l'entraîneur principal Doug Pederson, terminent la saison régulière avec un bilan identique aux New England, à Minnesota et à Pittsburgh soit 13 victoires pour 3 défaites. Cependant, selon diverses règles de départage en cas d'égalité, ils sont classés no 1 de la NFC. Il s'agit d'une nette amélioration par rapport à leurs deux dernières saisons (7 victoires pour 9 défaites). Au cours de la saison 2017, ils ont inscrit 457 points (3e meilleure attaque de NFL) et n'en ont concédé que 295 (4e meilleure défense de NFL).
L'attaque est emmenée par le quarterback Pro Bowler Carson Wentz. Pour sa deuxième saison en NFL, il obtient un % de passe de 101,9 lançant pour 3 296 yards et inscrivant 33 TDs à la passe pour seulement sept interceptions.
Sa cible favorite a été le Tight-end Pro Bowler Zach Ertz, lequel a réceptionné 74 passes pour un gain global de 824 yards tout en inscrivant 8 TDs. Deux autres cibles ont été les wide receiver acquis pendant l'intersaison comme agent libre :
- Alshon Jeffery lequel a réceptionné 57 passes pour un gain global de 789 yards et 9 TDs.
- Torrey Smith lequel a réceptionné 36 passes pour un gain global de 430 yards.

Parallèlement, la troisième saison du WR Nelson Agholor fut la meilleure de sa carrière avec 62 réceptions pour un gain global de 768 yards et 8 TDs.
L'attaque au sol des Eagles s'est également améliorée grâce à l'acquisition de deux joueurs :
- LeGarrette Blount signé à l'intersaison, venant des Patriots et vainqueur du Super Bowl LI, a gagné 776 yards à la course et inscrit 2 TDs.
- Jay Ajayi, acquis à la mi-saison aux Dolphins de Miami, a, au cours de la saison 2017, gagné 873 yards à la course et réceptionné 24 passes pour un gain supplémentaire de 154 yards (total combiné pour les deux équipes).

Philadelphie possède également une superbe ligne offensive dirigée d'une part par le T double Pro Bowler Lane Johnson et d'autre part par le G Brandon Brooks.
La défense des Eagles n'a accordé que 4 904 yards et est classée 4e meilleure défense de la ligue. Le tacle défensif Fletcher Cox est sélectionné pour le Pro Bowl pour la 3e fois de sa carrière, enregistrant 5½ sacks et 2 fumbles recouverts. Il avait à ses côtés de très bons joueurs tels :
- DE Chris Long, ex-Patriots, 5 sacks et 4 fumbles forcés ;
- DE Brandon Graham, 9½ sacks ;
- MLB Nigel Bradham, 88 tacles (meilleur score de son équipe) ;
- S Pro Bowler Malcolm Jenkins, 76 tacles et 2 interceptions ;
- CB Patrick Robinson, 4 interceptions.

Philadelphie a survolé la Division NFC East en gagnant 10 de ses 12 premiers matchs mais pendant le match du 10 décembre contre les Rams de Los Angeles son QB titulaire, Carson Wentz se blesse (déchirure des ligaments antérieurs). Sa saison est terminée et il est remplacé par Nick Foles. Celui-ci est revenu chez les Eagles (franchise l'ayant drafté en 2012) après un passage chez les Rams de St-Louis en 2015 et les Chiefs de Kansas City en 2016. Foles gagne le match ainsi que les deux suivants. Les Eagles perdent leur dernier match contre les Cowboys de Dallas alors qu'ils alignent leur troisième QB Nate Sudfeld.

#### Les playoffs
Philadelphie vu son statut de meilleure équipe de la NFC, est exempté du tour de Wild card et joue, comme New England, ses matchs de playoffs à domicile.
Ils débutent le tour du division en battant les Falcons d'Atlanta 15 à 10. Lors du dernier drive du match, la défense de Philadelphie réussira à stopper, à quatre reprises consécutives, l'attaque d'Atlanta alors que celle-ci était à 9 yards de la ligne d'en-but.
En finale de conférence NFC, ils battent sèchement les Vikings du Minnesota 38 à 7. Malgré le premier drive des Vikings qui leur permet de mener 7 à rien d'entrée de jeu, la défense des Eagles limitera les Vikings à 3 punts, réussissant 2 turnovers, 2 interceptions, et 1 fumble recouvert lors du reste du match. Le QB Foles effectue un grand match, complétant 26 de ses 33 passes pour un gain global de 353 yards et 3 TDs.
Lors des deux matchs de playoffs, Foles lancera pour 598 yards et 3 TDs sans interception et qualifie les Eagles pour le Super Bowl LII.

#### Historique en Super Bowl
| Édition                    | Date             | Lieu                                       | Adversaire           | G/P | Score | Quarterback(s)      | Entraîneur     |
| -------------------------- | ---------------- | ------------------------------------------ | -------------------- | --- | ----- | ------------------- | -------------- |
| NFL Championship 1947 (en) | 28 décembre 1947 | Comiskey Park, Chicago                     | Cardinals de Chicago | P   | 21–28 | Tommy Thompson (en) | Greasy Neale   |
| NFL Championship 1948 (en) | 19 décembre 1948 | Shibe Park (en), Philadelphie              | Cardinals de Chicago | G   | 7–0   | Tommy Thompson      | Greasy Neale   |
| NFL Championship 1949 (en) | 18 décembre 1949 | Los Angeles Memorial Coliseum, Los Angeles | Rams de Los Angeles  | G   | 14–0  | Tommy Thompson      | Greasy Neale   |
| NFL Championship 1960 (en) | 26 décembre 1960 | Franklin Field, Philadelphie               | Packers de Green Bay | G   | 17–13 | Norm Van Brocklin   | Buck Shaw (en) |

| Édition          | Date            | Lieu                                     | Adversaire                         | G/P | Score   | Quarterback(s) | Entraîneur   |
| ---------------- | --------------- | ---------------------------------------- | ---------------------------------- | --- | ------- | -------------- | ------------ |
| Super Bowl XV    | 25 janvier 1981 | Louisiana Superdome, La Nouvelle-Orléans | Raiders d'Oakland                  | P   | 10 - 27 | Ron Jaworski   | Dick Vermeil |
| Super Bowl XXXIX | 6 février 2005  | Alltel Stadium, Jacksonville             | Patriots de la Nouvelle-Angleterre | P   | 21 - 24 | Donovan McNabb | Andy Reid    |

## Déroulement du match

### Joueurs titulaires alignés en début de match

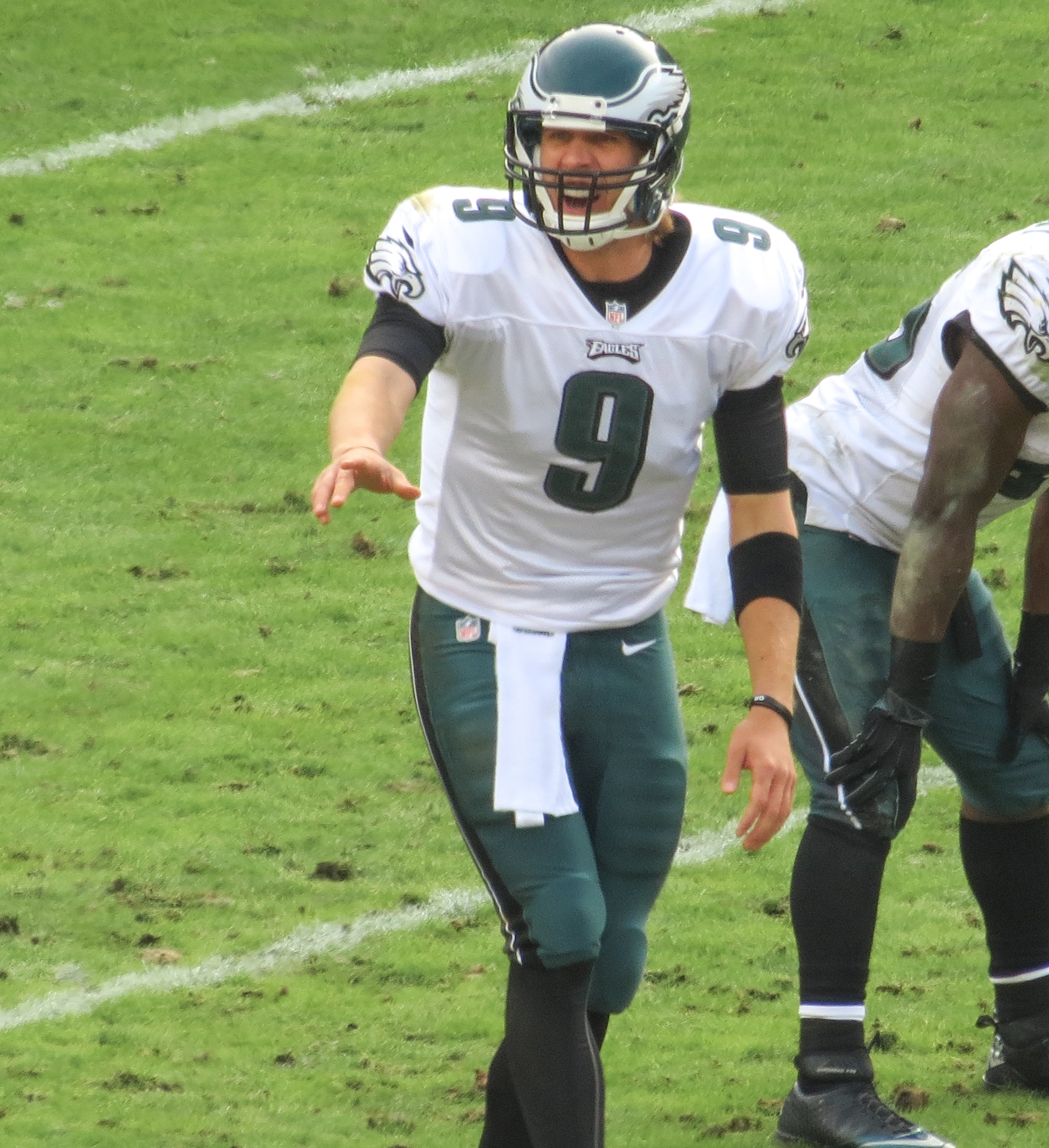
Nick Foles (ici en 2012), meilleur joueur du Super Bowl LII.

| Nouvelle-Angleterre | Postes   | Philadelphie          |
| ------------------- | -------- | --------------------- |
| Attaque             |          |                       |
| Brandin Cooks       | WR       | Alshon Jeffery        |
| Nate Solder         | LT       | Halapoulivaati Vaitai |
| Joe Thuney          | LG       | Stefen Wisniewski     |
| David Andrews       | C        | Jason Kelce           |
| Shaq Mason          | RG       | Brandon Brooks        |
| Cameron Fleming     | RT       | Lane Johnson          |
| Rob Gronkowski      | TE       | Zach Ertz             |
| Chris Hogan         | WR       | Nelson Agholor        |
| Tom Brady           | QB       | Nick Foles            |
| Dion Lewis          | RB       | LeGarrette Blount     |
| James Develin       | FB / WR  | Torrey Smith          |
| Défense             |          |                       |
| Trey Flowers        | DE       | Vinny Curry           |
| Lawrence Guy        | DT       | Timmy Jernigan        |
| Malcom Brown        | DT       | Fletcher Cox          |
| James Harrison      | LB / DE  | Brandon Graham        |
| Kyle Van Noy        | LB / OLB | Mychal Kendricks      |
| Elandon Roberts     | LB / OLB | Nigel Bradham         |
| Stephon Gilmore     | RCB / CB | Jalen Mills           |
| Eric Rowe           | LCB / CB | Ronald Darby          |
| Patrick Chung       | S        | Corey Graham          |
| Devin McCourty      | S        | Rodney McLeod         |
| Duron Harmon        | S        | Malcolm Jenkins       |

### Résumé et évolution du score
Début du match à 17 h 31 locales, joué dans un stade fermé.
|          | Q1 | Q2 | Q3 | Q4 | Total |
| -------- | -- | -- | -- | -- | ----- |
| Eagles   | 9  | 13 | 07 | 12 | 41    |
| Patriots | 3  | 09 | 14 | 07 | 33    |

| QT          | Temps       | Drive       | Drive       | Drive       | Équipe      | Description de l'action | Score | Score |
| QT          | Temps       | Jeux        | Yards       | TDP         | Équipe      | Description de l'action | PHI   | NE    |
| ----------- | ----------- | ----------- | ----------- | ----------- | ----------- | --- | ----- | ----- |
| 1           | 07:55       | 14          | 67          | 7:05        | PHI         | FG de 25 yards par K Jake Elliott | 03    | 0     |
| 1           | 04:17       | 09          | 67          | 3:38        | NE          | FG de 36 yards par K Stephen Gostkowski | 03    | 03    |
| 1           | 02:34       | 03          | 77          | 1:43        | PHI         | TD de 34 yards par WR Alshon Jeffery, à la réception d'une passe de QB Nick Foles, la conversion à 1 point est manquée par K Jake Elliott                  | 09    | 03    |
| 2           | 08:48       | 06          | 65          | 3:05        | PHI         | TD à la suite d'une course de 21 yards par RB LeGarrette Blount, la conversion à 2 points à la suite d'une passe de QB Nick Foles est manquée              | 15    | 03    |
| 2           | 07:24       | 05          | 48          | 1:24        | NE          | FG de 45 yards par K Stephen Gostkowski | 15    | 06    |
| 2           | 02:04       | 07          | 90          | 2:57        | NE          | TD à la suite d'une course de 26 yards par RB James White, la conversion à 1 point est manquée par K Stephen Gostkowski                                    | 15    | 12    |
| 2           | 00:34       | 07          | 70          | 1:30        | PHI         | TD de 1 yard par QB Nick Foles, à la réception d'une passe de TE Trey Burton, conversion à 1 point réussi par K Jake Elliott                               | 22    | 12    |
|             |             |             |             |             |             | |       |       |
| 3           | 12:15       | 08          | 75          | 2:45        | NE          | TD de 5 yards par TE Rob Gronkowski, à la réception d'une passe de QB Tom Brady, conversion à 1 point réussi par K Stephen Gostkowski                      | 22    | 19    |
| 3           | 07:18       | 11          | 85          | 4:57        | PHI         | TD de 22 yards par RB Corey Clement, à la réception d'une passe de QB Nick Foles, conversion à 1 point réussi par K Jake Elliott                           | 29    | 19    |
| 3           | 03:23       | 07          | 75          | 3:55        | NE          | TD de 26 yards par WR Chris Hogan, à la réception d'une passe de QB Tom Brady, conversion à 1 point réussi par K Stephen Gostkowski                        | 29    | 26    |
| 4           | 14:09       | 08          | 51          | 4:14        | PHI         | FG de 42 yards par K Jake Elliott | 32    | 26    |
| 4           | 09:22       | 10          | 75          | 4:47        | NE          | TD de 4 yards par TE Rob Gronkowski, à la réception d'une passe de QB Tom Brady, conversion à 1 point réussi par K Stephen Gostkowski                      | 32    | 33    |
| 4           | 02:21       | 14          | 75          | 7:01        | PHI         | TD de 11 yards par TE Zach Ertz, à la réception d'une passe de QB Nick Foles, la conversion à 2 points à la suite d'une passe de QB Nick Foles est manquée | 38    | 33    |
| 4           | 01:05       | 04          | 04          | 1:04        | PHI         | FG de 46 yards par K Jake Elliott | 41    | 33    |
| Score final | Score final | Score final | Score final | Score final | Score final | Score final | 41    | 33    |

## Statistiques
| Nom        | Équipe                 | Poste |
| ---------- | ---------------------- | ----- |
| Nick Foles | Eagles de Philadelphie | QB    |

| Données                                | PHI                                                   | NE                                                    |
| -------------------------------------- | ----------------------------------------------------- | ----------------------------------------------------- |
| 1er down                               | 25                                                    | 29                                                    |
| 1er down à la course                   | 6                                                     | 4                                                     |
| 1er down à la passe                    | 19                                                    | 23                                                    |
| 1er down suite pénalité                | 0                                                     | 2                                                     |
| Conversion de 3e down                  | 10/16                                                 | 5/10                                                  |
| Conversion de 4e down                  | 2/2                                                   | 1/2                                                   |
| Jeux–yards                             | 71 jeux pour 538 yards                                | 72 jeux pour 613 yards                                |
| Yards à la course                      | 27 courses pour 164 yards moyenne de 6,1 yards/course | 22 courses pour 113 yards moyenne de 5,1 yards/course |
| Yards à la passe                       | 374                                                   | 500                                                   |
| Passes : Réussies-Tentées-Interceptées | 29/44 passes complétées, 1 interception               | 28:49 passes complétées, 0 interception               |
| Réussite en zone rouge/chances         | 2/4                                                   | 2/4                                                   |
| TD                                     | 5                                                     | 4                                                     |
| Field Goals                            | 3/3                                                   | 2/3                                                   |
| Sacks (Nombre-Yards)                   | 1 pour 5 yards adverses perdus                        | 0                                                     |
| Fumbles (Nombre/Perdus)                | 0/0                                                   | 1/1                                                   |
| Pénalités (Nombre/Yards perdus)        | 6 pour 35 yards perdus                                | 1 pour 5 yards perdus                                 |
| Temps de possession                    | 34:04                                                 | 25:56                                                 |

| Quaterbacks         |                  |                                                                                            |
| PHI                 | Nick Foles       | 28/43 passes complétées, 373 yards, 1 interception, 3 TDs, 0 sack subi, QB Rating de 106,1 |
| NE                  | Tom Brady        | 28/48 passes complétées, 505 yards, 0 interception, 3 TDs, 1 sack subi, QB Rating de 115,4 |
| Meilleurs coureurs  |                  |                                                                                            |
| PHI                 | Legarette Blount | 14 courses pour 90 yards nets gagnés, 1 TD, moyenne de 6,4 yards/course                    |
| NE                  | James White      | 7 courses pour 45 yards nets gagnés, 1 TD, moyenne de 6,4 yards/course                     |
| Meilleurs receveurs |                  |                                                                                            |
| PHI                 | Nelson Agholor   | 9/11 réceptions pour 84 yards gagnés, 0 TD                                                 |
| NE                  | Rob Gronkowski   | 9/15 réceptions pour 116 yards gagnés, 2 TDs                                               |
| Meilleurs tacleurs  |                  |                                                                                            |
| PHI                 | Jalen Mills      | 9 tacles dont 6 en solo, 2 passes défendues                                                |
| NE                  | Patrick Chung    | 10 tacles dont 7 en solo                                                                   |

## Records
- Plus grand total de yards combinés dans un Super Bowl : 1 151 yards ;
- Plus grand nombre de yards à la passe dans un match de play-off (hors saison-régulière) : 505 yards par Tom Brady ;
- Plus de points marqués par une équipe perdante dans un Super Bowl : 33 points par les Patriots ;
- Plus de yards combinés à la passe dans un Super Bowl : 874 yards ;
- Plus long field goal par un rookie dans un Super Bowl : 46 yards par Jake Elliott ;
- Nick Foles devient le premier joueur à recevoir et lancer une passe pour touchdown dans un Super Bowl ;
- Nick Foles devient le premier quarterback à recevoir une passe pour touchdown dans un Super Bowl.

## Couverture médiatique
La couverture médiatique à l'échelle nationale aux États-Unis était assurée par le réseau NBC.
Au Canada, la couverture était assurée en anglais par le réseau CTV et en français par RDS.
En France, la chaîne en clair W9 codiffuse l'événement avec la chaîne payante BeIn Sports, diffuseur exclusif de l'ensemble de la saison par ailleurs.